# Broummana
Broummana ou Broumana (arabe : برمانا) est un village du district (caza) du Metn au Liban. Broummana surplombe la capitale libanaise Beyrouth et offre une vue panoramique sur la mer Méditerranée.

## Étymologie
Comme beaucoup d'autres villages du Liban, Broummana a un nom araméen syriaque qui signifie probablement « la maison de Rammana », Dieu de l'air, de l'orage et du tonnerre. Le Dieu Assyrien « Raymond », ou « Ramano » en syriaque, aurait habité en ce lieu, d’où le nom « Beit Roumana » (maison de Roumana). Il est généralement admis que la lettre B au début du nom des villages se rapporte à « Beit »[réf. nécessaire].

## Climat
Broummana se présente comme une ville ayant un climat froid et pluvieux, parfois neigeux, en hiver et doux, tempéré mais pas si chaud en été.

## Démographie
Situation démographique religieuse : la majorité de la population est grecque orthodoxe, les autres croyants sont maronites, grecs catholiques, druzes ou catholiques latins.

## Histoire
En juillet 1948, c’est dans un hôtel de Broumana que Constantin Zureik a écrit Ma'ana Nakba (en arabe : La signification de la catastrophe), qui conceptualise l’expulsion des Palestiniens de leurs villages.

## Éducation

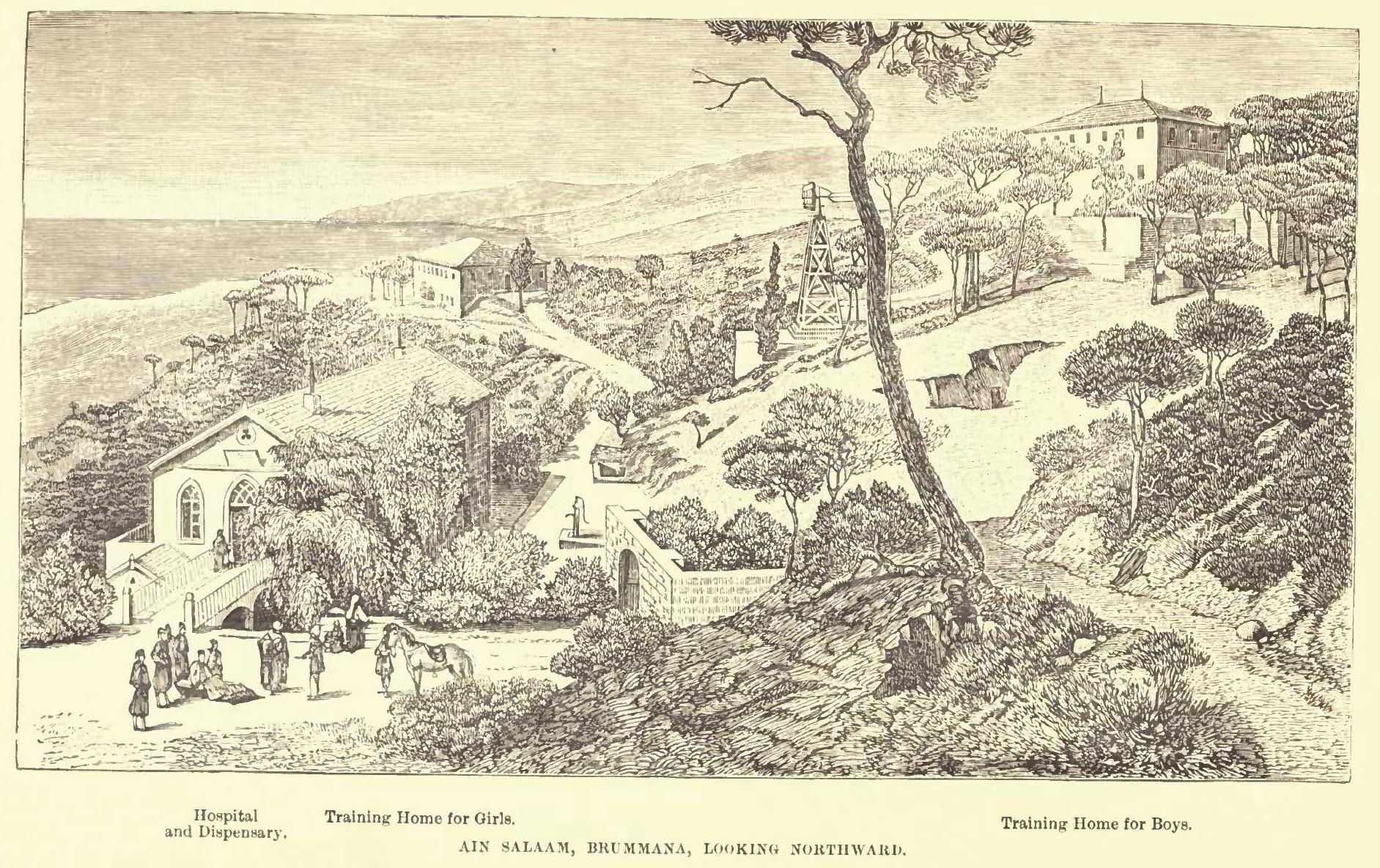
Mission quaker à Broummana, avec écoles et hôpital, vers 1880

La Brummana High School (en) accueille des élèves de divers pays et de toutes religions. C'est une institution sans but lucratif, dépendant du Quaker International Educational Trust (QuIET) basé à Londres. L'école reçoit des enfants de tous âges, jusqu'au secondaire, elle est reconnue par le Ministère libanais de l'éducation et par les universités nord-américaines, dont l'université américaine de Beyrouth et la Lebanese American University.
C'était à l'origine une école quaker fondée en 1874 par le missionnaire Suisse Theophil Waldmeier. Le lieu a alors été renommé Ain Salaam (la fontaine de paix). Une Assemblée de la Société religieuse des Amis (quakers) à Broummana est reconnue en 1875. Waldmeier précise l'objectif : ce ne sera « ni un orphelinat, ni un asile, mais un home dans lequel nous désirons former un bon nombre de garçons pauvres mais talentueux (...) non seulement pour leur propre bien-être temporel et spirituel, mais encore – guidés par Notre Père céleste – pour l'élévation sociale et religieuse de leurs compatriotes ».